# 吉他與孤獨與藍色星球
吉他與孤獨與藍色星球是日本電視動畫《孤獨搖滾！》中登場的虛構樂團團結Band的單曲，於2022年11月6日由Aniplex以數位形式發行。

## 背景與發行
吉他與孤獨與藍色星球由ZAQ作詞、音羽-otoha-作曲、akkin編曲。本曲為電視動畫《孤獨搖滾！》第1季第5話的劇中曲，也是團結Band的第1首原創歌曲。在劇情中由山田涼作曲，後藤一里作詞，原本後藤想配合喜多郁代的閃耀氣場，寫出陽光、主流風格的歌詞，但最終選擇寫下自己想寫的歌詞，描述了在藍色星球中孤獨與自我迷惘的心情，透過吉他演奏，努力傳達出真實的自我。

## 迴響
《孤獨搖滾！》動畫第1季第5話播出後，吉他與孤獨與藍色星球在日本iTunes與日本LINEMUSIC動畫榜獲得第1名。2024年6月7日，團結Band主唱喜多郁代的聲優長谷川育美，在YouTube頻道THE FIRST TAKE上首次演唱這首歌曲，影片釋出後引起熱烈迴響，不僅單日觀看次數突破百萬，更獲得YouTube音樂類發燒排行第4名。

## 銷量認證
| 地區                 | 认证     | 认证单位/销量 |
| 串流媒體             | 串流媒體 | 串流媒體      |
| -------------------- | -------- | ------------- |
| 日本（日本唱片協會） | 金       | 50,000,000†   |
| †僅含認證的銷量      |          |               |